# Cyclanthales
Cyclanthales é o nome botânico de uma ordem de plantas com flor.
No sistema Cronquist, apenas é formada por uma família, Cyclanthaceae.
No sistema APG II e no sistema APG III esta ordem não existe. Os membros da família Cyclanthaceae são colocados na ordem Pandanales.